# Dị ứng tỏi

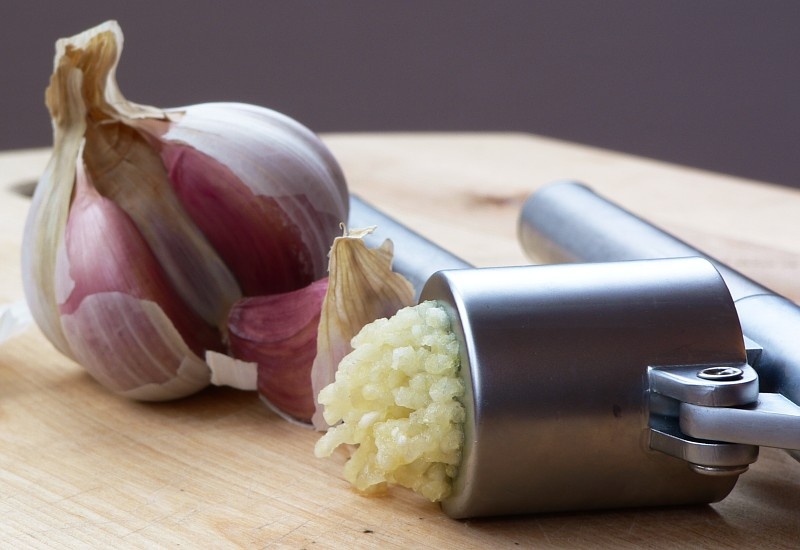
Tỏi

Dị ứng tỏi hoặc viêm da tiếp xúc dị ứng với tỏi là tình trạng viêm da phổ biến do tiếp xúc với dầu tỏi hoặc bụi tỏi. Chủ yếu ảnh hưởng đến những người cắt và xử lý tỏi tươi, chẳng hạn như đầu bếp, và biểu hiện trên đầu ngón tay cái, ngón trỏ và thường ngón giữa của bàn tay giữ củ tỏi trong cắt. Các ngón tay bị ảnh hưởng cho thấy một mô hình không đối xứng của nứt cũng như dày lên và rụng các lớp da bên ngoài, có thể tiến tới bỏng da lớp thứ hai hoặc thứ ba.
Viêm da do tỏi tương tự như viêm da do hoa tulip và do tác động cơ học và hóa học kết hợp. Trong khi các cơ chế trước đây hoạt động thông qua việc cọ xát da mà tiến triển làm tổn hại, nguyên nhân chính thứ hai là chất dihydl disulfua (DADS) cùng với các hợp chất liên quan allyl propyl disulfide và allicin. Những hóa chất này xảy ra trong các loại dầu thực vật thuộc giống Allium, bao gồm tỏi, hành tây và tỏi tây.
Dị ứng tỏi đã được biết đến sớm nhất từ năm 1950. Nó không giới hạn trong việc tiếp xúc bằng tay, nhưng cũng có thể gây ra, với các triệu chứng khác nhau, do hít phải bụi tỏi hoặc ăn tỏi sống, mặc dù các trường hợp sau là tương đối hiếm.DADS thâm nhập qua hầu hết các loại găng tay thương mại, và do đó đeo găng tay trong khi xử lý tỏi đã chứng minh không hiệu quả chống dị ứng. Điều trị bao gồm tránh tiếp xúc với dầu tỏi, hoặc hơi, cũng như dùng thuốc, chẳng hạn như dùng acitretin (25 mg / ngày, uống) hoặc áp dụng ánh sáng psoralen và tia tử ngoại vào vùng da bị ảnh hưởng trong thời gian 12 tuần (điều trị bằng PUVA).